# Wolfgang Stark
Wolfgang Stark (Landshut, Baviera, 20 de novembre del 1969) és un àrbitre internacional de futbol alemany, membre de l'Associació d'àrbitres de la FIFA.
Ha arbitrat partits de la Lliga de Campions, de l'Eurocopa i del Mundial.